# Club Deportivo Jorge Gibson Brown
Club Deportivo Jorge Gibson Brown, conocido como Jorge Gibson Brown, es una entidad deportiva. Fundado el 16 de marzo de 1916 en la ciudad de Posadas, Provincia de Misiones, Argentina. Es uno de los clubes más antiguos y conocidos de la Liga Posadeña de Fútbol.
Desde sus inicios dedicados al desarrollo del fútbol, luego adquirió un carácter multideportivo y desarrolló varias otras disciplinas como boxeo, básquet, patín, vóley, hockey, yudo, atlétismo, gimnasia, taekwondo, fútsal, hándbol. Además de diversas actividades culturales y peñas.
Su clásico rival es el Club Atlético Posadas, ya que ambos son los clubes más antiguos de Posadas. Asimismo, las participaciones de Jorge Gibson Brown en el ámbito del ascenso le supo generar rivalidades con clubes tanto de Misiones como de afuera de su provincia, como Guaraní Antonio Franco o Sarmiento de Resistencia, Chaco.
El club ha disputado varios torneos nacionales, entre ellos, el Torneo Argentino B y la Copa Argentina, ambos organizados por la Asociación del Fútbol Argentino (AFA).

## Historia
El Club Deportivo Jorge Gibson Brown fue fundado, por un grupo de jóvenes que pertenecían a la ciudad de Posadas, solían reunirse en torno a la plaza San Martín para jugar al fútbol. 
Dentro de las tantas ideas que daban vueltas por la cabeza de los jóvenes surgió la idea de fundar un club. Aquel 16 de marzo de 1916 nació el Club Deportivo Jorge Gibson Brown, cuyo nombre se debe a aquel jugador de comienzos del siglo XX que integró la selección Argentina y las filas de Alumni de Buenos Aires, uno de los primeros campeones del incipiente fútbol nacional en ese entonces.
La elección de los colores verde y rojo no fueron casuales, pues se escogieron inspirados en la vegetación y la tierra roja de la Provincia de Misiones.
Entre los nombres de los pioneros de la entidad se puede citar a Honorio Silva (fue el primer presidente de la entidad) Salvador Nosiglia, Moisés Simsolo, Eloy Guillermo Acuña, José María Zubigaray, Luis Cusolito, Miguel Angel Maciel Pérez y Félix Ramón González. 
Luego de algunos años, en 1924, bajo la presidencia de Cayetano Castelli (primer presidente de la Liga Posadeña de Fútbol), se adquirió el terreno en donde actualmente se emplaza una de las entidades más tradicionales de la capital misionera, que junto al Decano, Atlético Posadas, son las únicas instituciones que están desde que se fundó la Liga Posadeña de fútbol.

## Símbolos

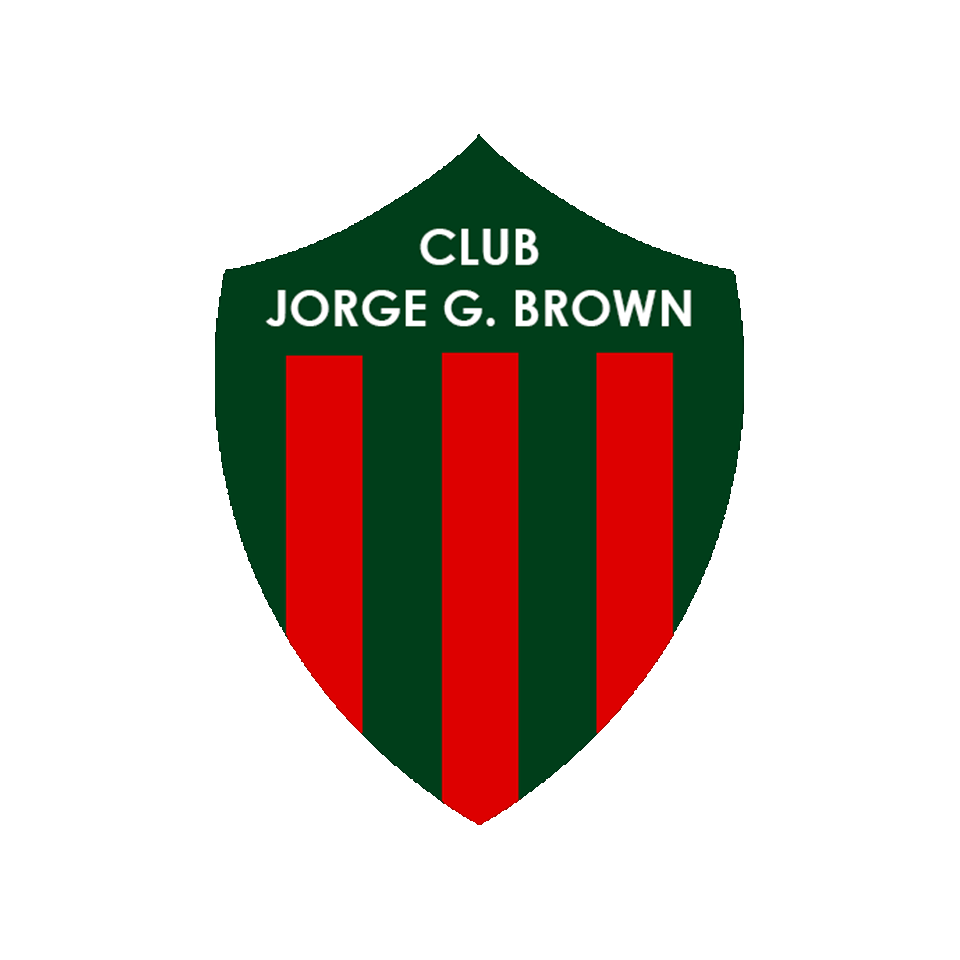
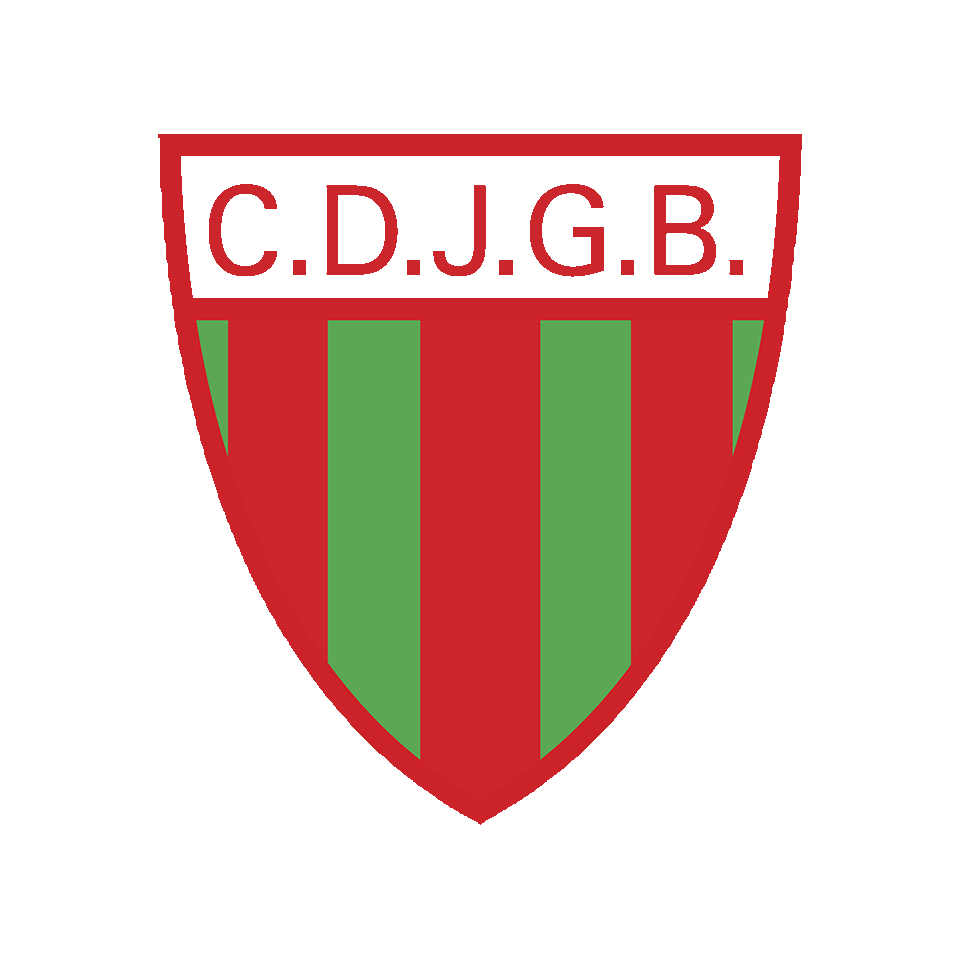
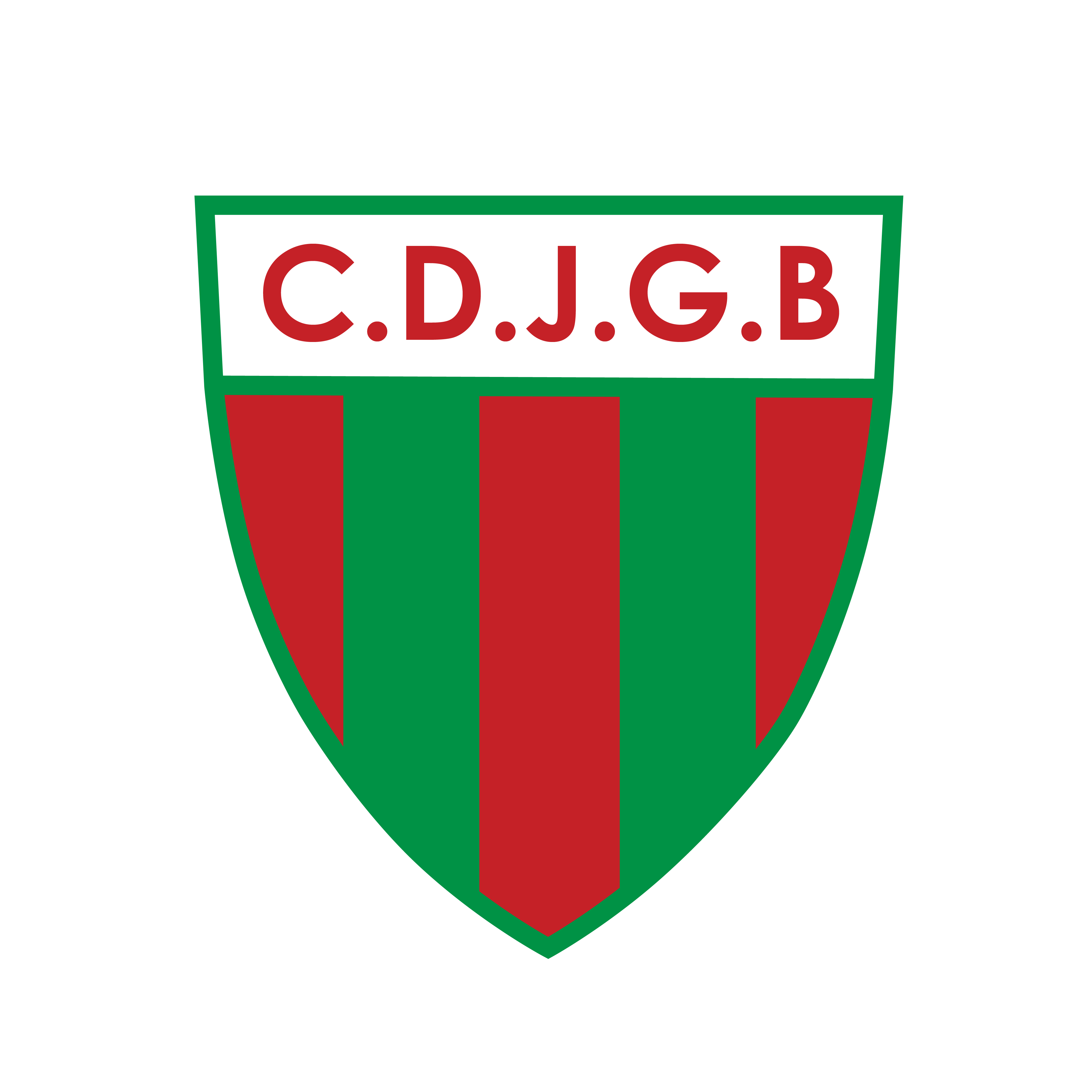

Escudo

## Indumentaria
- Uniforme titular: Camiseta verde y roja a rayas verticales, pantalón blanco y medias verdes con rojo.
- Uniforme alternativo: Camiseta blanca, pantalón rojo y medias blancas.

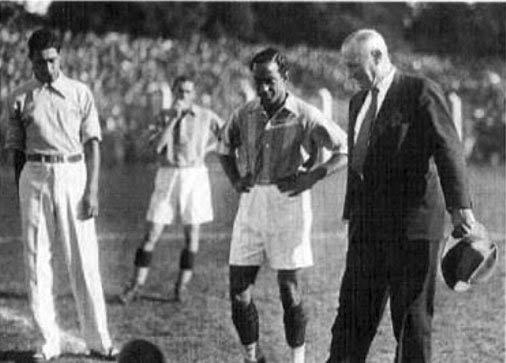
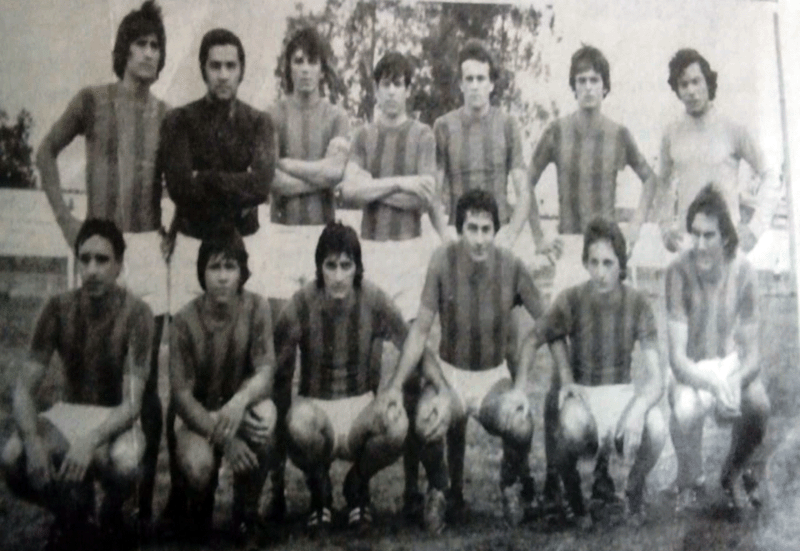

## Instalaciones
Las instalaciones, están compuestas por el estadio, que tiene capacidad para 2.500 personas, una cancha de básquet / futsal, gimnasio y un restaurant.

## Rivalidades

### Clásico Decano
Es la rivalidad que enfrenta a Jorge Gibson Brown con el Club Atlético Posadas. Se trata del enfrentamiento entre los dos clubes más antiguos de Posadas, ya que Atlético Posadas fue el primero en ser creado, al fundarse el 9 de septiembre de 1912, mientras que Jorge Gibson Brown fue fundado el 16 de marzo de 1916. Si bien se trata de los dos clubes más antiguos de la ciudad, llegando a ser miembros fundacionales de la Liga Posadeña de Fútbol, esta rivalidad no cuenta con episodios a nivel nacional, circunscribiéndose la misma al ámbito liguista.

### Club Deportivo Guaraní Antonio Franco
Es una rivalidad moderna que enfrentó a Jorge Gibson Brown, con el Club Deportivo Guaraní Antonio Franco. Si bien estos clubes ya eran conocidos por sus cruces en el ámbito liguista, el desembarco de Jorge Gibson Brown en los torneos nacionales de ascenso (Torneo Argentino C o Torneo Argentino B), supuso la instalación de un nuevo rival para el "Franjeado de Villa Sarita", que a diferencia de Jorge Gibson Brown, ya venía con antecedentes previos de participaciones en torneos nacionales de ascenso. A pesar de ello, esta rivalidad solamente sirvió para mofarse entre ambas parcialidades, ya que Guaraní tiene en Bartolomé Mitre a su clásico rival, mientras que Jorge Gibson Brown tiene en Atlético Posadas al suyo. A nivel nacional, se enfrentaron en cinco oportunidades, 4 por el Torneo Argentino B y 1 por la Copa Argentina, ganando tres cotejos Guaraní, uno Jorge Gibson Brown y el restante empatado. Como corolario de ello, dicho empate fue en la ronda eliminatoria de la Copa Argentina 2012-13, donde tras empatar 1-1 al cabo de los 90', Jorge Gibson Brown se terminó imponiendo por tiros desde el punto penal, por 5-3.
| Historial Jorge Gibson Brown-Guaraní Antonio Franco | Historial Jorge Gibson Brown-Guaraní Antonio Franco | Historial Jorge Gibson Brown-Guaraní Antonio Franco | Historial Jorge Gibson Brown-Guaraní Antonio Franco | Historial Jorge Gibson Brown-Guaraní Antonio Franco | Historial Jorge Gibson Brown-Guaraní Antonio Franco | Historial Jorge Gibson Brown-Guaraní Antonio Franco | Historial Jorge Gibson Brown-Guaraní Antonio Franco | Historial Jorge Gibson Brown-Guaraní Antonio Franco |
| Torneos                                             | Temporadas                                          | PJ                                                  | Ganó GAF                                            | PE                                                  | Ganó JGB                                            | Goles GAF                                           | Goles JGB                                           | Ref.                                                |
| --------------------------------------------------- | --------------------------------------------------- | --------------------------------------------------- | --------------------------------------------------- | --------------------------------------------------- | --------------------------------------------------- | --------------------------------------------------- | --------------------------------------------------- | --------------------------------------------------- |
| Torneo Argentino B                                  | 2011-12                                             | 4                                                   | 3                                                   | 1                                                   | 1                                                   | 7                                                   | 5                                                   | [ 6 ]                                               |
| Copa Argentina                                      | 2012-13 *                                           | 1                                                   | 0                                                   | 1                                                   | 0                                                   | 1                                                   | 1                                                   | [ 6 ]                                               |
| Totales                                             | Totales                                             | 5                                                   | 3                                                   | 1                                                   | 1                                                   | 8                                                   | 6                                                   | [ 6 ]                                               |

- : Partido empatado en los 90 minutos reglamentarios. Finalmente, la eliminatoria fue ganada por el Club Deportivo Jorge Gibson Brown en tanda de penales, por 5-3

### Otros Rivales
- Club Atlético Sarmiento: Rivalidad cimentada en el ámbito nacional, a raíz de los cruces de ambos equipos en los torneos federales de ascenso, principalmente en las etapas regionales de los mismos. Sus primeros cruces tuvieron lugar en el Torneo Argentino C 2011, cuando disputaron la clasificación a la semifinal por el segundo ascenso al Torneo Argentino B 2011-12. Si bien Sarmiento se había impuesto 2-1 en el partido de ida jugado en Resistencia, Jorge Gibson Brown remontó el resultado imponiéndose 2-0 en la vuelta jugada en Posadas. La jornada terminó de manera escandalosa cuando, ante la imposibilidad de revertir el resultado, jugadores y simpatizantes del club chaqueño generaron desmanes y enfrentamientos con integrantes del equipo de Jorge Gibson Brown y con la Policía de Misiones.[7] Pese a esa eliminación, ambos equipos terminaron siendo ascendidos más tarde debido a la reestructuración del Torneo Argentino B para la temporada 2011-12, donde volvieron a cruzarse, aunque sin la presencia de parcialidades visitantes.[8] En total, se enfrentaron en 11 oportunidades, 2 por el Torneo Argentino C, 8 por el Torneo Argentino B y 1 por la Copa Argentina, contándose 6 victorias de Sarmiento, 4 de Jorge Gibson Brown y 1 empate.

| Historial Sarmiento-Jorge Gibson Brown | Historial Sarmiento-Jorge Gibson Brown | Historial Sarmiento-Jorge Gibson Brown | Historial Sarmiento-Jorge Gibson Brown | Historial Sarmiento-Jorge Gibson Brown | Historial Sarmiento-Jorge Gibson Brown | Historial Sarmiento-Jorge Gibson Brown | Historial Sarmiento-Jorge Gibson Brown | Historial Sarmiento-Jorge Gibson Brown |
| Torneos                                | Temporadas                             | PJ                                     | Ganó SR                                | PE                                     | Ganó JGB                               | Goles SR                               | Goles JGB                              | Ref.                                   |
| -------------------------------------- | -------------------------------------- | -------------------------------------- | -------------------------------------- | -------------------------------------- | -------------------------------------- | -------------------------------------- | -------------------------------------- | -------------------------------------- |
| Torneo Argentino C                     | 2011                                   | 2                                      | 1                                      | 0                                      | 1                                      | 2                                      | 3                                      | [ 9 ]                                  |
| Torneo Argentino B                     | 2011-12                                | 4                                      | 2                                      | 1                                      | 1                                      | 2                                      | 1                                      | [ 9 ]                                  |
| Torneo Argentino B                     | 2012-13                                | 4                                      | 3                                      | 0                                      | 1                                      | 7                                      | 3                                      | [ 9 ]                                  |
| Copa Argentina                         | 2012-13                                | 1                                      | 0                                      | 0                                      | 1                                      | 0                                      | 1                                      | [ 9 ]                                  |
| Totales                                | Totales                                | 11                                     | 6                                      | 1                                      | 4                                      | 11                                     | 8                                      | [ 9 ]                                  |

## Datos del Club
- Temporadas en Cuarta División: 6
  - Torneo Argentino B: 2 (2011/12, 2012/13).
  - Torneo Federal B: 2 (2014, 2015).
  - Torneo Regional Federal Amateur: 2 (2023/24, 2024/25).
- Temporadas en Quinta División: 5
  - Torneo Argentino C: 5 (2005, 2009, 2010, 2011, 2014).

- Participaciones en Copas Nacionales: 3
  - Copa Argentina: 3 (2011, 2012, 2014).

## Palmarés
| Competiciones regionales      | Competiciones regionales | Competiciones regionales                    |
| Competición                   | Títulos                  | Subcampeonatos                              |
| ----------------------------- | ------------------------ | ------------------------------------------- |
| Liga Posadeña de Fútbol (3/3) | 1945, 1950, 2012         | Clausura 2016, Clausura 2023, Clausura 2024 |
| Copa Posadeña (2/0)           | 2017, 2022               |                                             |